# Илијан Стојанов
Илијан Стојанов (20. јануар 1977) бивши је бугарски фудбалер.

## Каријера
Током каријере играо је за Левски Софија, JEF United Chiba, Sanfrecce Hiroshima и многе друге клубове.

## Репрезентација
За репрезентацију Бугарске дебитовао је 1998. године. За национални тим одиграо је 40 утакмица.

## Статистика
| Бугарска | Бугарска | Бугарска |
| Год.     | Ута.     | Гол.     |
| -------- | -------- | -------- |
| 1998     | 2        | 0        |
| 1999     | 5        | 0        |
| 2000     | 4        | 0        |
| 2001     | 2        | 0        |
| 2002     | 1        | 0        |
| 2003     | 5        | 0        |
| 2004     | 9        | 0        |
| 2005     | 3        | 0        |
| 2006     | 0        | 0        |
| 2007     | 0        | 0        |
| 2008     | 0        | 0        |
| 2009     | 6        | 0        |
| 2010     | 3        | 0        |
| Укупно   | 40       | 0        |